# Ausstattungsgrad
Der Ausstattungsgrad ist für das deutsche Statistische Bundesamt das statistische Maß dafür, wie viele Haushalte einen bestimmten Ausstattungsgegenstand besitzen. Beispielsweise bedeutet ein Ausstattungsgrad von 73 % Mobiltelefonen, dass 73 von 100 Haushalten mindestens ein Mobiltelefon haben. Rechnerisch wird der Ausstattungsgrad ermittelt durch die Anzahl der Haushalte, in denen ein entsprechendes Gebrauchsgut vorhanden ist, bezogen auf die Zahl der hochgerechneten Haushalte multipliziert mit 100.

## Ausstattungsbestand
Der Ausstattungsgrad ist vom Ausstattungsbestand zu unterscheiden. Zwar beziehen sich beide Größen auf die gleiche Anzahl an Haushalten, aber der Ausstattungsbestand sagt folgendes aus:
Der Ausstattungsbestand gibt an, wie viele Ausstattungsgegenstände in 100 Haushalten vorhanden sind. Beispielsweise bedeutet ein Ausstattungsbestand von 114 Mobiltelefonen je 100 Haushalte, dass einige Haushalte mehr als ein Mobiltelefon besitzen. Bei einer solchen Mehrfachausstattung
ist der Ausstattungsbestand zudem größer als der Ausstattungsgrad. Rechnerisch wird der Ausstattungsbestand ermittelt durch die Anzahl des in den Haushalten vorhandenen jeweiligen Gebrauchsgutes, bezogen auf die Zahl der hochgerechneten Haushalte multipliziert mit 100.